# Гимн Объединённых Арабских Эмиратов
Иши Билади (с араб. — «Процветай, моя страна») — национальный гимн Объединённых Арабских Эмиратов. Утверждён после обретения страной независимости в 1971 году. Автор музыки — Мухаммед Абд аль-Ваххаб. Слова к гимну были утверждены только в 1986 году, их автором стал Ариф Эль Шейх.

## Текст
| Текст на арабском языке            | Транскрипция                                | Английский перевод                                        | Русский перевод                                                  |
| عيشي بلادي عاش اتحاد إماراتنا      | ‘īšiy bilādī, ‘aiš itaḥidu imārātinā        | Live my country, that the unity of our Emirates has lived | Процветай, моя страна, союз наших Эмиратов живёт,                |
| عشت لشعب                           | ‘išit liš`abin                              | may you live for a nation                                 | Ты существуешь ради нации,                                       |
| دينه الإسلام هديه القرآن           | dīnuhul islāmu haḏihul qurʾānu              | Whose religion is Islam and guide is the Qur'an           | Чья религия — ислам, а заповедь — Коран,                         |
| حصنتك باسم الله يا وطن             | ḥaṣnatuki bismillah yā waṭan                | I made you fortified by the name of Allah, my homeland    | Я делал тебя сильнее во имя Аллаха, о Родина,                    |
| بلادي بلادي بلادي بلادي            | bilādī, bilādī, bilādī, bilādī,             | My country, My country, My country, My country            | Моя страна, моя страна, моя страна, моя страна,                  |
| حماك الإله شرور الزمان             | ḥamāki illāhu šurūr a'zamāni                | May God protect you from the evil through time            | Аллах защищает тебя от невзгод всегда,                           |
| أقسمنا أن نبني نعمل                | aqsamnā an nabnī n‘amalu                    | We have sworn to build and work                           | Мы поклялись строить и работать,                                 |
| نعمل نخلص نعمل نخلص                | n‘amalu nuḫliṣ n‘amal nuḫliṣ                | we will Work and sincere, Work and sincere                | Работать искренне, работать искренне,                            |
| مهما عشنا نخلص نخلص                | mahmā ‘ašna nuḫliṣ nuḫliṣ                   | As long as we live, we will be sincere                    | До последнего вздоха мы будем искренни, искренни,                |
| دام الأمان و عاش العلم يا إماراتنا | dām alamān wa ‘āš al-‘ālamu yā al-imārātinā | may the safety last and the flag rise, oh Emirates        | Безопасность позволила нашему флагу развеваться, о наши Эмираты, |
| رمز العروبة                        | ramzul ‘arūbati                             | The symbol of Arabism                                     | Символ арабского мира                                            |
| كلنا نفديك بالدما نرويك            | kullunā nafdīki bidimā nurwīki              | We all sacrifice for you, we supply you with our blood    | Мы жертвуем собой ради тебя, мы поддерживаем тебя своей кровью,  |
| نفديك بالأرواح يا وطن              | nafdīkā bil-arwāḥi yā waṭan                 | We sacrifice for you with our souls oh homeland           | Мы вкладываем в тебя наши души, о Родина!                        |